# Александровка (Новоайдарский район)
Алекса́ндровка (укр. Олександрівка) — село, относится к Новоайдарскому району Луганской области Украины.
Население по переписи 2001 года составляло 305 человек. Почтовый индекс — 93515. Телефонный код — 6445. Занимает площадь 1,829 км². Код КОАТУУ — 4423188004.

## Местный совет
93513, Луганська обл., Новоайдарський р-н, с. Чабанівка, вул. Миру, 41  (укр.)